# Sibthorpia peregrina
Sibthorpia peregrina é uma espécie de planta com flor pertencente à família Scrophulariaceae. 
A autoridade científica da espécie é L., tendo sido publicada em Species Plantarum 631. 175.

## Portugal
Trata-se de uma espécie presente no território português, nomeadamente em Portugal Continental e no Arquipélago da Madeira.
Em termos de naturalidade é introduzida em Portugal Continental e é endémica do Arquipélago da Madeira.

## Protecção
Encontra-se protegida por legislação portuguesa ou da Comunidade Europeia, nomeadamente pelo Anexo II e IV da Directiva Habitats.